# Paris Latino
Paris Latino è un singolo del gruppo musicale francese Bandolero, pubblicato nel 1983 dalle etichette discografiche Virgin e CBS.

## Descrizione
Paris Latino, scritto da Carlos Perez e José Perez e prodotto da Alexis Quinlin (manager del gruppo Taxi Girl), è un brano disco-funk-rap che ebbe un grande successo in Europa, posizionandosi al secondo posto dei singoli più venduti in Italia. Il brano fu secondo anche in Svizzera e Francia ed arrivò alla nona posizione in Germania. Il brano, il cui testo è un miscuglio di francese, spagnolo e inglese, venne presentato nel varietà televisivo Discoring e in numerosi programmi TV.
Il lato B varia a seconda dell'edizione del disco. Tra i lati B presenti nelle varie edizioni vi figurano i brani Tango Tango ed El Bandito Caballero, entrambi scritti dagli stessi autori.

## Tracce (parziale)
7", 1983
1. Paris Latino – 3:55 (Carlos Perez - José Perez)
2. El Bandito Caballero – 3:50 (Josè Perez)

Durata totale: 7:45
12", 1983
1. Paris Latino – 5:10 (Carlos Perez - José Perez)
2. Tango tango – 5:20 (Carlos Perez)
3. El Bandito Caballero – 4:15 (Josè Perez)

Durata totale: 14:45

## Classifiche
| Classifica (1983) | Posizione migliore |
| ----------------- | ------------------ |
| Italia (FIMI)     | 2                  |

## Cover
- Nel 2000 Il gruppo Gemelli DiVersi ne ha ripreso l'arrangiamento in una canzone dal titolo Musica, diventata uno dei loro successi.
- Nel 2002 il gruppo Star Academy 2 ne ha realizzata una cover che ha ottenuto un grande successo nei paesi francofoni.[5].

## Altri usi
- Paris Latino è stato utilizzato nella colonna sonora del film del 1983 diretto da Carlo Vanzina, Vacanze di Natale.
- Paris Latino è presente nella colonna sonora del film del 2018 diretto da Luca Guadagnino, Chiamami col tuo nome.